# ليونارد جاي فيك
ليونارد جاي فيك (بالإنجليزية: Leonard J. Fick)‏ هو كاتب وقسيس أمريكي، ولد في 6 سبتمبر 1915 في ريتش فاونتين في الولايات المتحدة، وتوفي في 4 فبراير 1990.